# Mathilde – Eine große Liebe
Mathilde – Eine große Liebe (Originaltitel Un long dimanche de fiançailles) ist ein französisches Filmdrama aus dem Jahr 2004, das in der Zeit des Ersten Weltkriegs spielt. Regie führte Jean-Pierre Jeunet, der auch am Drehbuch beteiligt war. Die Hauptrolle wird von Audrey Tautou verkörpert. Der Film basiert auf dem Roman Die Mimosen von Hossegor aus dem Jahr 1991 von Sébastien Japrisot.

## Handlung
Kurz nach dem Ende des Ersten Weltkriegs erfährt Mathilde, die als Kind an Kinderlähmung erkrankt war und seitdem nur mit Fixierungsschienen gehen kann, dass ihr Verlobter Manech zu fünf Soldaten gehörte, die wegen Selbstverstümmelung zum Tode verurteilt wurden.
Manech ist attraktiv, liebenswert, sensibel, aber auch von schlichtem Gemüt. Die Schrecken des Krieges überfordern ihn. Nachdem er bei einem Sturmangriff die zerfetzten Organe eines Kameraden auf seiner Uniform findet, erleidet er einen Nervenzusammenbruch. Er beschließt daraufhin einen absichtlich herbeigeführten Heimatschuss. Zu diesem Zweck hält er eine brennende Zigarette im Dunkeln über den Schützengraben. Ein deutscher Scharfschütze entdeckt die brennende Zigarette und zerschießt seine Hand. Manechs vorgesetzter Unteroffizier erkennt die Täuschung und meldet die Verletzung als Selbstverstümmelung, obwohl Manechs Kameraden sich für ihn einsetzen.
Anstatt die Verurteilten unmittelbar hinzurichten, verbannte man sie in das Niemandsland zwischen den im deutsch-französischen Stellungskrieg festgefahrenen Fronten, wo sie weder fliehen noch Unterschlupf und Nahrung finden konnten. Während der folgenden Nacht geschahen einige undurchsichtige Dinge, die Mathilde nun nachzuvollziehen versucht. Zwar findet sie später das vermeintliche Grab Manechs auf einem Soldatenfriedhof, doch niemand kann bezeugen, dass er wirklich in jener Nacht ums Leben kam. So schöpft Mathilde Hoffnung, ihren Verlobten wiederzufinden, und begibt sich auf eine Reise nach Paris.
Sie engagiert einen Detektiv und sucht Personen auf, die an demselben Frontabschnitt mit dem eigenartigen Namen Bingo Crépuscule (Bingo Dämmerung) gekämpft haben wie Manech. Trotz weiterer Geschichten und Hinweise auf den Tod der fünf Soldaten lässt sie sich nicht entmutigen. Darüber hinaus ereignet sich eine Mordserie, die offensichtlich in Zusammenhang mit der Verurteilung der Soldaten steht. Eine andere Frau, die mit einem der fünf verurteilten Soldaten liiert war, führt einen Rachefeldzug gegen die Soldaten, die sie für den Tod ihres Liebsten verantwortlich macht. Die Rächerin wird schließlich gestellt, verurteilt und hingerichtet.
Vorerst überwiegen noch die Hinweise auf einen Tod Manechs. Mehrere Personen bezeugen, dass er von einem deutschen Flugzeug erschossen wurde. Doch sein Leichnam konnte nicht gefunden werden.
Als Mathilde den Landwirt Benoît Notre-Dame, einen Überlebenden der fünf Verbannten, findet, wird die Hoffnung, dass ihr Geliebter doch überlebt hat, erneut entfacht. Benoît Notre-Dame hatte seine eigene und Manechs Erkennungsmarke mit denen von zwei Gefallenen vertauscht und den schwer verwundeten Manech vom Schlachtfeld in ein Lazarett gebracht, das provisorisch in einem Hangar unter einem wasserstoffgefüllten Prallluftschiff eingerichtet worden war. Bei einem Bombenangriff explodierte das Luftschiff. Es schien ausgeschlossen, dass die in der Halle Eingeschlossenen überleben konnten. Doch Manech befand sich bereits in einem Zug, der kurz vor der Explosion das Lazarett verlassen hatte.
Schließlich erfährt Mathilde, dass Manech tatsächlich noch lebt. Der zur Verurteilung ursächliche Granatschock und die folgenden Ereignisse haben bei ihm eine Amnesie ausgelöst. Er musste sogar Lesen und Schreiben wieder erlernen. Endlich findet Mathilde ihren Geliebten im Haus der inzwischen durch einen Verkehrsunfall ums Leben gekommenen Mutter des Gefallenen, von dem Manech die Erkennungsmarke bekam und die ihn aus dem Sanatorium holte und als ihren Sohn bei sich aufnahm.
Als Mathilde Manech wiedersieht, erkennt er sie nicht, empfängt sie aber freundlich und scheint glücklich zu sein, was auch Mathilde glücklich macht, sodass sie letztlich so nahe wie angesichts der Umstände möglich ans Ziel ihrer Bestrebungen gelangt ist.

## Hintergründe
- Der Film wurde von einem französischen Gericht als amerikanischer Film kategorisiert, da er zum größten Teil amerikanisch finanziert wurde.[4]  Dadurch kam er nicht in den Genuss der staatlichen französischen Filmförderung. Beim Cannes Film Festival 2005 wurde er deshalb auch in der internationalem Kategorie bewertet.

- In einer Nebenrolle ist Jodie Foster zu sehen, die ihren Dialog in der Originalfassung selbst spricht (sie spricht fließend Französisch).

## Kritiken
„Die als postmoderne Collage erzählte Geschichte führt verschiedene Handlungsstränge bravourös neben- und ineinander, wobei Zeiten, Orte und Erzählperspektiven ständig wechseln. Ein fesselnder Film von überbordender visueller und narrativer Fantasie.“

„Nur dem Nimbus Audrey Tautous ist es zu verdanken, dass wir uns auch über die ganz dünnen Stellen des Drehbuchs tragen lassen. Nicht schön ist, dass es der Film genau darauf anlegt. Er muss sich durch seinen Star retten lassen. Man weint, aber es reut einen doch ein wenig.“

## Auszeichnungen
- American Society of Cinematographers Award 2004 für Bruno Delbonnel[7]
- César 2005 in den Kategorien Meilleure photographie, Meilleurs costumes, Meilleurs décors, Meilleur second rôle féminin (für Marion Cotillard[8]) und Meilleur jeune espoir masculin und Nominierungen in sieben anderen Kategorien
- Nominierung für den Golden Globe 2005 als bester ausländischer Film[9]
- Nominierung für zwei Oscars 2005 (Best Achievement in Cinematography und Best Achievement in Art Direction)[10]
- Europäischer Filmpreis 2005 in der Kategorie Bestes Szenenbild, Nominierungen in vier weiteren Kategorien[11]
- Prädikat „besonders wertvoll“ verliehen von der Deutschen Film- und Medienbewertung FBW in Wiesbaden[12]

## Künstlerische Charakterisierung
Wie schon Die fabelhafte Welt der Amélie, Jeunets vorheriger Film, wurde Mathilde – Eine große Liebe von der internationalen Filmkritik mit viel Lob rezipiert. Der Film gilt als eine der gelungensten Thematisierungen des Ersten Weltkrieges, insbesondere des deutsch-französischen Stellungskrieges. In Rezensionen wird allgemein die große visuelle Kraft und die Liebe zum Detail der filmischen Gestaltung hervorgehoben. Wie schon in anderen Filmen Jeunets werden teils grotesk wirkende Charaktere und ihre Geschichten zu einer Erzählung zusammengefügt, deren roter Faden in diesem Fall die Suche Mathildes nach ihrem Verlobten Manech ist. Zu den künstlerischen Mitteln gehören der ständige Wechsel der Perspektive auf das Schicksal jener fünf Soldaten, häufige Rückblenden und Sprünge in der Zeitachse, Bilder und Motive von hoher poetischer Kraft und ein immer wiederkehrender Humor bei der Darstellung der Charaktere und ihrer Eigenheiten.